# Joan Graafland (1733-1821)

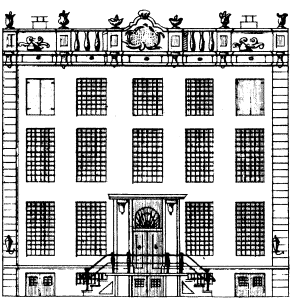
Tekening Herengracht 518 rond 1770 in het Grachtenboek van Caspar Philips.

Joan Graafland (’s-Gravenhage, 15 juni 1733 – Amsterdam, 17 januari 1821) was een bewindhebber van de West-Indische Compagnie van 1769-1777, schepen van Amsterdam, raad in de vroedschap van Amsterdam tussen 1773-1795, directeur van de Sociëteit van Suriname tussen 1773-1777 en bewindhebber VOC (Verenigde Oostindische Compagnie) van 1777-1789.

## Leven en werk
Zijn vader Pieter Graafland was jurist en raadsheer in het Hof van Holland. Ook Joan studeerde Rechten van 1745 tot 1752 en promoveerde in Leiden. In 1758 trouwde hij Martha Henriëtta Buteux, de dochter van een dokter uit Middelburg, gedeputeerde van Zeeland bij de Staten-Generaal en eigenaar van een koffieplantage in Suriname.
In 1761 kwam hij naar Amsterdam en vervulde diverse kleine commissariaten. In 1768 betrok hij Herengracht 518, tegenwoordig het Museum Geelvinck Hinlopen Huis. Tot 1800 huurde hij het pand van Carel George van Wassenaer Obdam.
In 1773 ging hij op een diplomatieke missie naar Engeland. In 1783 was Graafland betrokken bij de toelating van Mozes Salomon Asser als advocaat. Op 21 april 1787 werden hij en negen anderen en door toedoen van burgemeester Hendrik Hooft en Carel Wouter Visscher uit de raad gezet vanwege hun prinsgezindheid.
In 1799 stierf zijn vrouw en twee jaar later trouwde hij met Laurentia Clara Elisabeth van Haeften. In 1802 werd hij uitgenodigd zitting te nemen in het departementaal bestuur, maar liet zich verontschuldigen; in die functie had hij geen trek. In 1815 werd Graafland verheven in de Nederlandse adel.
Joan Graafland was de schoonvader van Willem Gerrit van de Poll, in 1824 de eerste directeur van de Nederlandsche Handelmaatschappij.